# Bola 9
Bola 9 es una variación contemporánea del juego de billar (pool). Se disputa entre dos o más jugadores (generalmente dos). Se juega con una bola de tiro (bola blanca) y 9 bolas objetivo, numeradas del 1 al 9. El objetivo del juego es entronerar la bola 9 en la tronera que previamente se indique, con la condición de que se ha de tocar siempre en primer lugar la bola con la numeración más baja. Sus orígenes históricos datan de la década de 1920 en los Estados Unidos.

## El juego
El bola 9 se juega en una mesa de billar de seis troneras (pool) y con las bolas numeradas del 1 al 9 y la bola blanca o minga. Se comienza sacando sobre la piña, golpeándola con la bola blanca y con el objetivo de golpear la bola de menor número sobre la mesa (en el caso del saque, la bola número 1, que estará colocada en el vértice de la piña). Cuando se toca una bola diferente de la menor en numeración, se comete falta. Se jugará anunciando previamente la tronera donde se introducirá la bola hasta llegar a la bola 9; quien introduzca la misma gana el juego. 
Están permitidas las combinaciones (es decir, si se canta la bola 9 aunque haya más bolas sobre la mesa, la única condición para considerar el tiro válido será que la primera bola tocada por la bola blanca sea la menor sobre la mesa, pudiéndose posteriormente entronerar la 9, o cualquier otra mayor que la primera). El jugador que comete tres faltas es descalificado. Una de las características más destacadas de este juego es su rapidez, por lo que muy pocas veces en ámbitos de torneos se decide el ganador con una sola partida. 

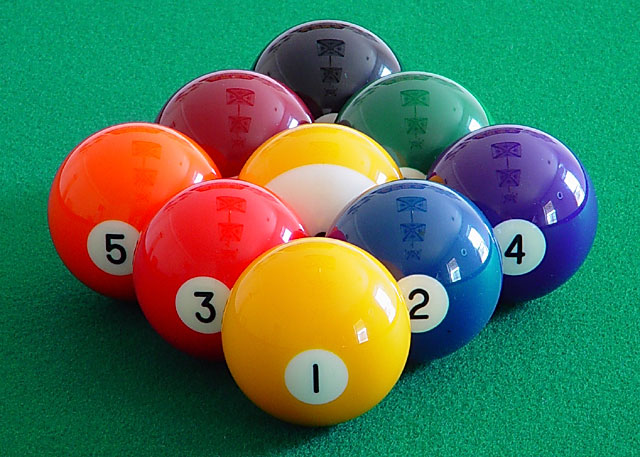
La piña colocada de manera correcta para jugar bola 9, ordenada por los números de forma ascendente y con la bola 9 en el centro para proteger que sea introducida en la tirada inicial (lo que supone que el ejecutor del tiro ha ganado).

## La piña
La piña (nombre que se le da a la colocación de las bolas encima de la mesa justo antes de la tacada inicial o rotura) se coloca en forma de diamante, situando la bola 1 en primer lugar (como muestra la imagen) siguiendo la bola 9 en el medio y a continuación la bola 8 en la parte trasera de la misma. la forma correcta de colocar o armar la piña es la que aparece en la imagen, aunque opcionalmente se puede alterar el orden mostrado en la foto, siempre y cuando no se altere la posición de las bolas 1 y 9.

Rotura de la Piña
La piña se romperá como indica la regla: golpeando con el "mingo" o bola blanca a la bola de menor número sobre la mesa, es decir, la bola 1. Para que el tiro sea válido, no menos de 4 bolas objetivo deben golpear banda o, en caso de que esto no suceda, al menos una bola deberá caer en una tronera no especificada, ya que la mesa se encuentra abierta (es decir cualquier tronera es válida) antes de la tacada inicial.
Para la tacada inicial se colocará el mingo detrás del punto de pie a elección del jugador que dispone de la tacada inicial. Generalmente se dirime lanzando al aire una moneda, o golpeando la bola blanca por turnos, con el objetivo de hacerla rebotar contra la banda superior y que quede lo más cerca posible de la banda inferior.

## Las Faltas
Las faltas se penalizan con la sanción de bola en mano para el jugador contrario, que tiene la libertad de colocar la bola blanca en el lugar deseado encima de la mesa. 
Algunas de las faltas son:
- No golpear la bola de menor número sobre la mesa (o no golpear ninguna).
- Introducir el mingo o bola blanca en una tronera.
- Tocar o mover una bola ya sea con la mano, el taco u otro objeto.
- Ejecutar una tacada con alguna bola aún en movimiento.
- Después de ejecutar un tiro, al menos una bola deberá de golpear banda (borde interior esponjoso de la mesa de billar) incluyendo el mingo o bola blanca.
- Violar el tiempo máximo establecido para ejecutar una tacada.
- Levantar los dos pies del suelo al ejecutar una tacada.
- Sacar de un tiro alguna bola fuera de la mesa, incluida la blanca.
- Golpear dos veces el mingo con el taco en una sola tacada (retaqueo).

## La defensa
La defensa (que se incluiría dentro de lo que en cualquier juego de billar se denomina juego de posición) consiste en efectuar una tacada sin anunciar el tiro, es decir, que carece de intenciones de introducir una bola concreta dentro de la tronera especificada. La intención del tiro, en este caso, es la de dejar lo más incomoda posible la posición del mingo o bola blanca con respecto a la bola de menor número sobre la mesa (lo que también se conoce como "tape" o snooker). Así se obliga al contrario a efectuar un tiro indirecto, con más posibilidades de cometer falta.